# Tokyo Blade
I Tokyo Blade sono un gruppo heavy metal britannico fondato nel 1982 a Salisbury.

## Storia del gruppo

### Le origini: da Killer a Tokyo Blade (1981-1983)
I Tokyo Blade traggono le loro origini dai Killer, provenienti da Salisbury (comune del Wiltshire, contea dell'Inghilterra meridionale). Tale gruppo musicale era stato fondato nel 1981 da Andy Boulton e Andy Robbins (rispettivamente chitarrista e bassista) ed includeva il cantante Alan Marsh, il batterista Steve Pierce e il secondo chitarrista Ray Dismore.
Ritenendo il proprio nome troppo comune nell'ambiente musicale, i Killer (che avevano intanto registrato un demo di sei brani) decisero di adottare la denominazione di Genghis Khan. Mantenendo invariata la formazione, il gruppo autoprodusse un EP intitolato Double Dealin', contenente alcuni brani (tra cui If Heaven Is Hell e Midnight Rendezvous) che di lì a poco saranno inclusi nelle successive uscite discografiche.
Al termine delle registrazioni del disco avvenne un secondo cambio di nome del gruppo: a causa delle lamentele di una band omonima, i Genghis Khan decisero di adottare definitivamente il nome di Tokyo Blade. A tale avvenimento coincise tra l'altro il primo avvicendamento nella formazione, con il chitarrista Ray Dismore sostituito da John Wiggins (già chitarrista dei Lone Wolf e dei Deep Machine).

### La scalata verso il successo (1983-1985)
Dopo la pubblicazione di due singoli (2nd Cut e If Heaven is Hell, ricavati dalle copie rimaste dell'EP Double Dealin'), i Tokyo Blade sottoscrissero un contratto con l'etichetta Powerstation Records, che alla fine del 1983 pubblicò l'esordio discografico del gruppo, intitolato Tokyo Blade e in parte costituito da brani già pubblicati nei singoli precedenti.
All'uscita del disco seguì un tour per diversi festival europei, in cui si esibirono sia come headliners, sia come spalla a gruppi come Venom e Metallica. A quel periodo risalì inoltre la pubblicazione di diversi EP, tra cui Midnight Rendezvous, il cui contenuto (mutuato da Double Dealin') sarà incluso in un omonimo LP destinato alla vendita nel mercato statunitense.
Subito dopo la conclusione del tour, i Tokyo Blade (che nel frattempo avevano visto l'avvicendarsi di Robbins con Andy Wrighton, già bassista dei Deep Machine) diedero avvio alla realizzazione del secondo album: tuttavia, quando le registrazioni erano quasi giunte a completamento, Alan Marsh abbandonò i Tokyo Blade dietro pressioni della casa discografica. Dopo aver tentato di audizionare Jon Deverill dei Tygers of Pan Tang, il gruppo assunse il giovane cantante Vic Wright che registrò nuovamente tutte le parti vocali dell'album, pubblicato con il titolo Night of the Blade.
Dopo l'uscita dell'album, il gruppo continuò la loro attività live partecipando a festival che li vedeva come spalla a Ozzy Osbourne, Dio, Scorpions e Blue Öyster Cult. Nel corso del tour, il gruppo registrò inoltre il terzo album, intitolato Blackhearts and Jaded Spades e caratterizzato da sonorità più melodiche nel tentativo di conquistare una più ampia parte di pubblico.

### Lo scioglimento e i tentativi di rilancio (1985-1989)
Gli esiti di vendita del disco, contrariamente alle aspettative del gruppo, si tradussero in un fallimento che convinse Wright (già da tempo compromesso nei rapporti con Boulton) ad abbandonare la band per trasferirsi negli Stati Uniti (dove fondò i Johnny Crash dopo aver fallito un provino con gli L.A. Guns). Tale avvenimento decretò in pratica lo scioglimento del gruppo che, dopo aver tentato di proseguire con alcuni cantanti (tra cui Carl Sentance dei Persian Risk), vide nel 1986 l'allontanamento di tutti i membri (con Pierce e Wrighton che si unirono agli Shogun di Alan Marsh e Wiggins che entrò nei Battlezone di Paul Di'Anno).
Intenzionato a mantenere in vita il gruppo, Boulton ricostituì la formazione includendovi il cantante Pete Zito, il batterista Alex Lee e il bassista Andy Catlin (sostituito in seguito da Chris Stover): assicuratosi la collaborazione di un'etichetta tedesca, il gruppo (sotto il nome Andy Boulton's Tokyo Blade) pubblicò nel 1987 Ain't Misbehavin' (caratterizzato da sonorità vicine all'hair metal), seguito da un tour in cui i Tokyo Blade parteciparono come spalla dei Black Sabbath.
Sciolto nuovamente il gruppo, il nome Tokyo Blade rimase in vita fino al 1989 grazie alla collaborazione di Boulton con alcuni membri del gruppo tedesco The Dead Ballerinas, da cui proviene tra l'altro gran parte del materiale utilizzato per la registrazione del disco No Remorse a.k.a. The Eye of the Storm (caratterizzato da sonorità ancora più melodiche del precedente e pubblicato negli Stati Uniti con il semplice nome No Remorse).

### Mr. Ice e la prima reunion (1990-1997)
Dopo lo scioglimento del gruppo, avvenuto nel 1990, Boulton fondò assieme a Marsh un gruppo chiamato Mr. Ice: adottato il nome Tokyo Blade per ragioni commerciali, pubblicò nel 1993 l'EP Have an Ice Day, ma si sciolse subito dopo un tour di supporto agli Uriah Heep. Dopo un anno di inattività (durante il quale alcuni membri fondarono una band chiamata Pumphouse, che registrò alcuni brani inclusi in un album pubblicato nel 1998 con il nome di Tokyo Blade), il gruppo si riunì nuovamente includendo nella formazione John Wiggins: fu pubblicato nel 1995 Burning Down Paradise, ma al termine del relativo tour di supporto, la band si sciolse definitivamente.

### Seconda reunion (dal 2008)
Nel gennaio 2008, dopo oltre dieci anni di inattività, fu annunciata la rifondazione del gruppo: la nuova formazione, che vedeva Boulton affiancato da musicisti provenienti da gruppi statunitensi come gli Overloaded e gli Arrest, effettuò una tournée partecipando ad eventi a tema (tra cui il festival Keep It True di Würzburg, la cui esibizione fu registrata e pubblicata con il titolo Live in Germany sia come album, sia come video) e arrivò a pianificare un tour da effettuarsi in Europa tra l'ottobre e il novembre 2009.
Nonostante i buoni propositi, ventilati da un possibile ritorno in studio, nel novembre 2009 avvenne la dismissione dell'intera formazione del gruppo, prontamente ricostruita da Boulton reintegrando Wiggins, Pierce e Wrighton. Avvalendosi del produttore Chris Tsangarides, i Tokyo Blade iniziarono subito a registrare del materiale per il decimo album in studio, completandolo dopo l'assunzione, nel luglio 2010, del cantante tedesco Nicolaj Ruhnow in sostituzione di Gillen. L'album, intitolato Thousand Men Strong e caratterizzato da sonorità molto vicine a quelle degli esordi, uscì il 18 marzo 2011.

## Formazione
- Nicolaj Ruhnow - voce (2010[39]-)
- Andy Boulton - chitarra (1982-1989, 1993-1997, 2008-)
- John Wiggins - chitarra (1983-1986, 1994-1997, 2009[36]-)
- Andy Wrighton - basso (1984-1986, 2009[36]-)
- Steve Pierce - batteria (1982-1986, 2010[37]-)

## Discografia
- 1983 - Tokyo Blade
- 1984 - Midnight Rendezvous
- 1984 - Night of the Blade
- 1985 - Blackhearts and Jaded Spades
- 1987 - Ain't Misbehavin'
- 1988 - No Remorse a.k.a. The Eye of the Storm
- 1989 - No Remorse
- 1995 - Burning Down Paradise
- 1998 - Night of the Blade(compil)...The Night Before
- 1998 - Pumphouse
- 2011 - Thousand Men Strong
- 2018 - Unbroken
- 2020 - Dark Revolution
- 2022 - Fury